# Куклинский, Рышард
Рышард Ежи Куклинский (пол. Ryszard Jerzy Kukliński; 13 июня 1930, Варшава, Польская Республика — 11 февраля 2004, Тампа, Флорида, США) — полковник (посмертно — бригадный генерал) Войска польского, агент ЦРУ.
В период с 1972 по 1981 годы передал американской стороне тысячи секретных документов стратегического значения блока стран Варшавского договора. Бывший советник президента США по национальной безопасности Збигнев Бжезинский назвал его «первым польским офицером в НАТО».

## Биография

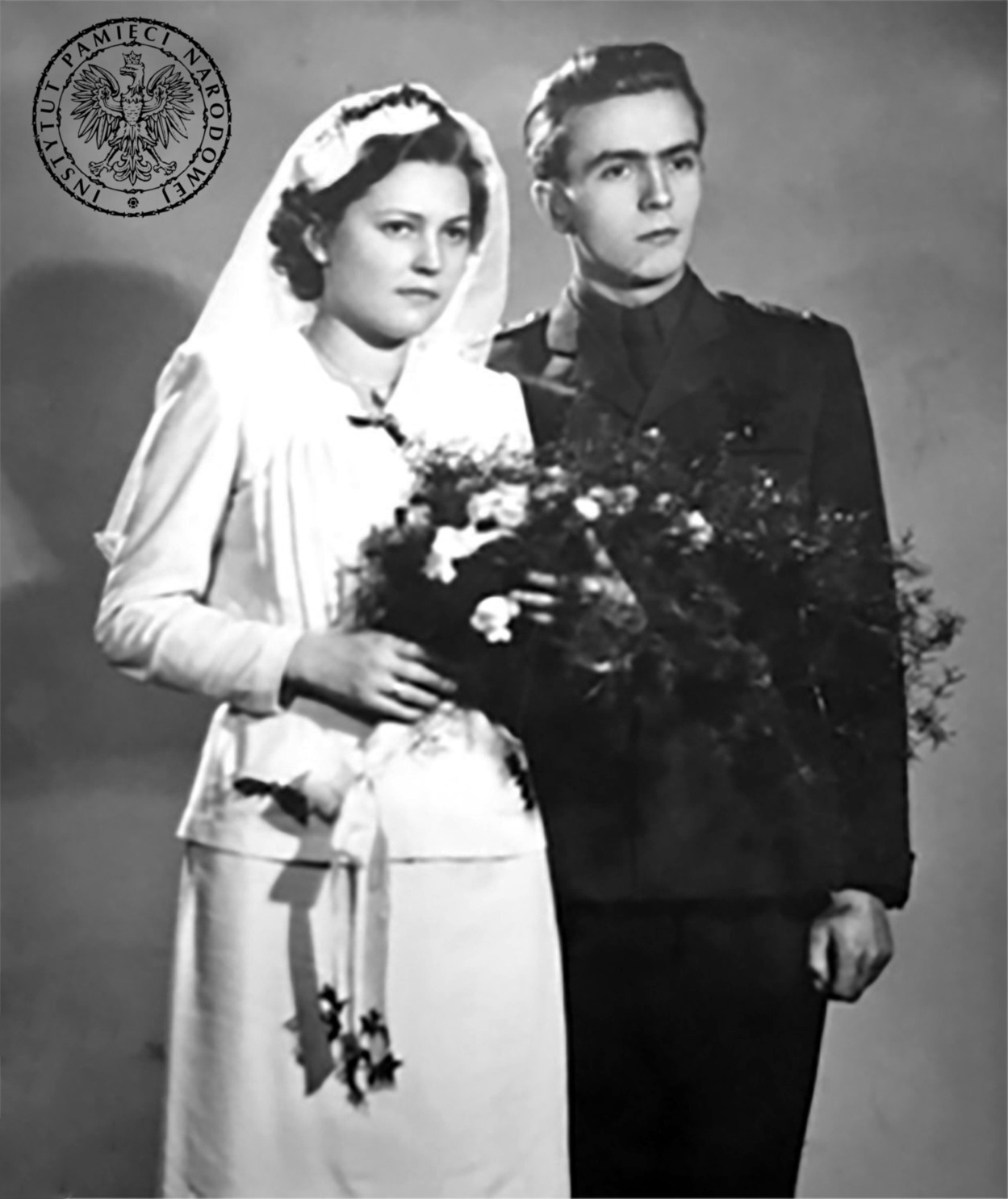
Рышард Куклински с женой

Рышард Куклинский родился в Варшаве 13 июня 1930 года, в рабочей семье. Его отец был одним из членов движения сопротивления, был схвачен гестапо и погиб в концлагере Заксенхаузен. После окончания Второй мировой войны Куклинский поступил на службу в ряды польской Народной Армии. Его армейская карьера была успешной. Куклинский принимал участие в подавлении чехословацкого восстания в 1968 году. Способы, которыми было подавлено восстание, а также волнения в Польше (1970—1971) повлияли на его жизненные установки и привели к неприятию советского уклада и советской политики. Заметное влияние оказали также соображения начальника генштаба вооружённых сил ПНР Болеслава Хохи, высказанные в частной беседе с Куклинским — о подчинённом положении Польши в отношениях с СССР и опасности втягивания в военный конфликт с Западом. В 1972 году Рышард Куклинский отправил письмо в американское посольство в Бонне с предложением о сотрудничестве.
В 1994 году Куклинский сказал, что его пугала «агрессивно наступательная» природа советских военных планов. Это было важным фактором для него, чтобы раскрыть секретные детали этих планов Соединённым Штатам, кроме того, Куклинский считал, что в тех исторических обстоятельствах «польская кровь могла пролиться только для алтаря Красной империи» (англ. «Our front could only be a sacrifice of Polish blood at the altar of the Red Empire»). Куклинский также, по его словам, переживал, что Польша в случае глобального конфликта была бы превращена в ядерную пустыню, после того как по советским сухопутным силам, наступающим через Польшу, армии НАТО нанесли бы удар тактическими ядерными боеприпасами.
Как утверждал сам Куклинский и руководство ЦРУ впоследствии, польский полковник не брал денег за свою работу на американцев. Разведывательная деятельность полковника мотивировалась лишь внутренними антисоветскими идеологическими установками.

### Переданная информация

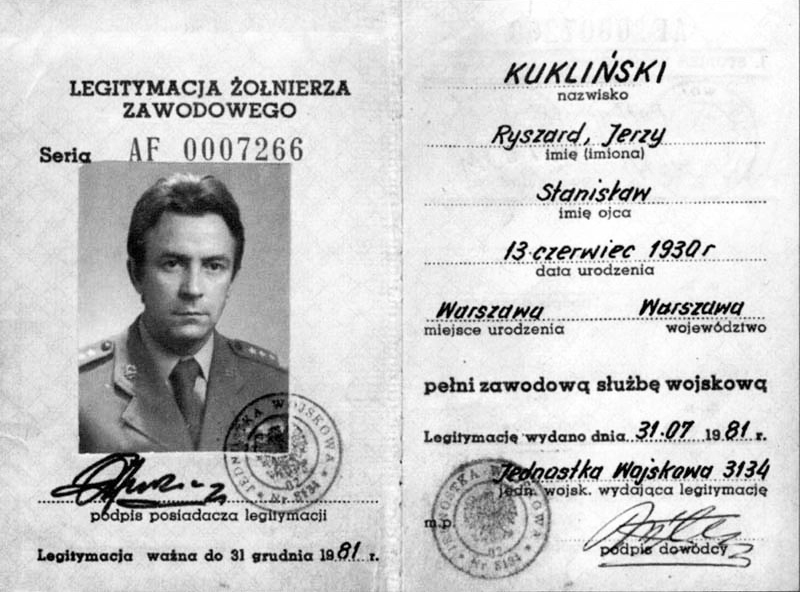
Офицерский билет полковника Куклинского

С 1972 по 1981 годы Куклинский передал ЦРУ в общей сложности 35 000 (по другим данным более 40 000) страниц секретной информации о вооруженных силах стран Варшавского договора. ЦРУ получили:
- Документы, раскрывающие планы и условия применения советских стратегических ядерных сил.
- Тактико-техническую документацию по новейшим на то время образцам вооружения, включая танк Т-72 и зенитный ракетный комплекс Стрела-1.
- Были раскрыты местоположения баз сил ПВО в ПНР и ГДР. Были рассекречены советские способы по дезинформации спутникового слежения путём создания ложных объектов, муляжей и т. п.
- Были переданы советские планы стратегического развёртывания вооруженных сил на случай ведения наступательной войны против армий НАТО.
- Раскрыт механизм управления армиями стран Варшавского договора в случае полномасштабного конфликта. Куклинский рассекретил информацию о том, что в военное время национальные армии стран Варшавского договора (за исключением Румынии) переходили бы в прямое подчинение Советского оперативного управления (Генштаб ВС СССР). Полномочия польского командования, например, сводились бы до статуса офицеров, выполняющих приказания советского генералитета. Им бы оставлялись лишь функции связи (приём и передача приказов) и решение логистических задач (обеспечение своевременной и оперативной транспортировки крупных армейских соединений).
- Документация по планированию военных учений стран ОВД дала Западу понимание того, как противник проводил бы мобилизационную кампанию в случае начала конфликта.
- Проект Альбатрос. Куклинский передал данные о трех засекреченных подземных бункерах, предназначенных для размещения командно-контрольных центров управления и связи групп армий в случае начала глобального конфликта, построенных на территории Польши, СССР и Болгарии. По польскому бункеру, помимо локации объекта, он раскрыл точные данные по сооружению бункера (технические характеристики, класс защищённости и т. п.) и данные по засекречивающей аппаратуре связи, используемой для польского комплекса.
- Была передана информация о нескольких десятках иных современных советских систем вооружений и руководства по радиоэлектронной борьбе.
- Планы введения военного положения в Польше (1981—1983).

и многое другое.

### Побег в Америку
С момента начала работы на ЦРУ Куклинский был прекрасно осведомлён, что грозило бы ему в случае раскрытия. В 1981 году Куклинского уже могли раскрыть, так как советская контрразведка начала примерно понимать, откуда случались массированные утечки стратегически важной информации. Куклинский узнал о том, что круг поиска высокопоставленного крота сужается. Рышард Куклинский связался с куратором в ЦРУ и начал запрашивать перемещения в США вместе с семьёй. В конце 1981 года операция по вывозу Куклинского вместе с семьёй была успешно проведена.
Оба его сына позже погибли в результате несчастных случаев. Старшего, Вальдемара, сбил грузовик без номерного знака в августе 1994 года на территории американского университета. Его младший сын Богдан Куклински утонул 31 декабря 1993 года, когда его яхта перевернулась в тихом море. Рышард Куклински не утверждал, что они были убиты КГБ, но никогда не отвергал такую возможность.
В ЦРУ не могли недооценивать всё то, что Куклинский сделал для обеспечения превосходства сил Атлантического альянса против Советского Союза и его сателлитов в годы холодной войны. Руководители ЦРУ называли его вторым по полезности американским агентом после Пеньковского. Директор ЦРУ Уильям Кейси в 1982 году в письме президенту Рональду Рейгану писал:

«За последние сорок лет никто не нанёс большего ущерба коммунизму, чем этот поляк».
Оригинальный текст (англ.)«In the last forty years, no one has done more damage to communism than that Pole.»
— cia.gov «A Look Back … A Cold War Hero: Colonel Ryszard Kuklinski»
Куклинский был награждён Distinguished Intelligence Medal, которой награждали только за выдающиеся заслуги перед ЦРУ и США. Причём Куклинский стал первым иностранным гражданином, получившим эту награду.
В мае 1984 года Куклинский был заочно приговорён военным трибуналом к смертной казни. В 1989 году смертный приговор был заменён на 25 лет тюрьмы. В 1995 году варшавский суд полностью оправдал Куклинского, придя к заключению, что польский полковник действовал сообразно условиям Холодной войны и ради интересов своей страны. Весной 1998 года Куклинский смог приехать в Польшу.
11 февраля 2004 года Рышард Куклинский умер от инсульта в возрасте 73 лет во Флориде. ЦРУ организовало похоронную мессу, проведённую 30 марта 2004 года в Fort Myer при Арлингтонском национальном кладбище. Тело полковника было перевезено в Польшу, где 19 июня 2004 года было с почестями погребено на варшавском воинском кладбище.

## Возможная работа на ГРУ СССР
Существует версия, что Рышард Куклинский был двойным агентом, работавшим на Главное разведывательное управление СССР. Об этом прямо заявил бывший военный атташе СССР в Польше Юрий Рылев. Схожего мнения придерживались историк Павел Вечоркевич и генерал Францишек Пухала, заместитель начальника Генерального штаба Войска польского. На такую вероятность указывал бывший министр внутренних дел ПНР Чеслав Кищак.
Политический деятель и адвокат Владислав Сила-Новицкий пролагает, что спецслужбы ПНР сознательно выпустили Куклинского из страны, чтобы поставить власти США в известность о планах введения военного положения и возможности советской интервенции, дабы избежать непредсказуемого поведения США в возникшей ситуации.
О работе на социалистические разведки косвенно говорит хорошая материальная обеспеченность Куклинского в период службы в Войске польском, а также тот факт, что после его побега советская сторона не приняла мер в отношении Чеслава Кищака, отвечавшего за деятельность польской разведки.
Ряд историков подчеркивает, что информированность Куклинского сильно преувеличена. В частности, ему не могли быть известны планы СССР, поскольку польские офицеры не имели к ним доступа.

## Отношение к Куклинскому в Польше

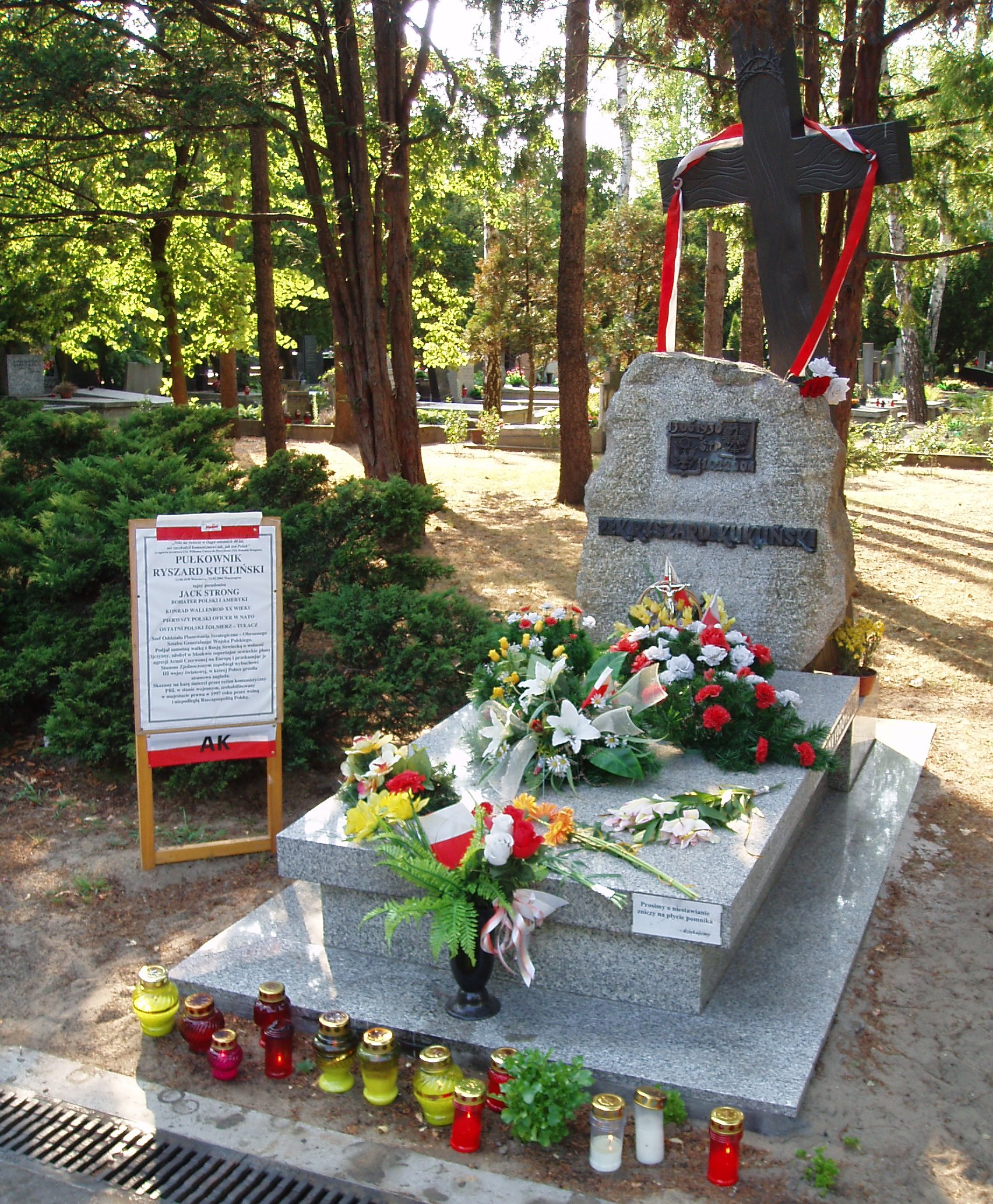
Могила Куклинского на варшавском воинском кладбище

Ставший едва ли не самым знаменитым польским агентом ЦРУ, Рышард Куклинский вызывал и вызывает самые противоречивые чувства на своей исторической родине. Опрос 1998 года, например, показывал, что на тот момент 34 % поляков считали полковника предателем, 29 % героем, остальные не смогли определиться с мнением.
В 1997 году газета левых сил Trybuna прямо писала, что «Полковник Рышард Куклинский — шпион, дезертир и предатель, которого правые силы превратили в национального героя».
В том же 1997 году президент США Билл Клинтон выдвинул одним из условий принятия Польши в состав НАТО реабилитацию Рышарда Куклинского.
После смерти Куклинский стал почётным жителем нескольких крупных польских городов, включая Гданьск и Краков. Польское политическое объединение «Центр» обращалось в 2004 году к президенту с предложением присвоения Куклинскому звания генерала посмертно. 2 сентября 2016 года президент РП Анджей Дуда по представлению министра обороны Антония Мацеревича посмертно присвоил Куклинскому звание бригадного генерала.
С 2006 года бюст Куклинского в Кракове трижды подвергался вандализации.
По биографии Куклинского в 2014 году был снят фильм «Джек Стронг».